# Federación Colombiana de Natación
La Federación Colombiana de Natación es el ente rector de la natación en Colombia. Es un organismo privado sin ánimo de lucro que cumple funciones de interés público y social, siendo parte activa del sistema nacional del deporte. Está afiliada a la Federación Internacional de Natación, la Confederación Sudamericana de Natación y el Comité Olímpico Colombiano. De igual manera se encarga de la organización del polo acuático, nado sincronizado y los clavados en Colombia.

## Historia
La federación nació como la Asociación Colombiana de Natación, siendo fundada en Cali el 1 de agosto de 1939. Al año siguiente de su fundación, el gobierno nacional le otorgó la personería jurídica bajo la resolución No 036 del 9 de abril de 1940.
En la asamblea general ordinaria realizada por las ligas departamentales de natación el 23 de abril de 1971 en Cali, se discutió y aprobó la implementación de estatutos, transformando a la asociación en la actual Federación Colombiana de Natación. La Gobernación del Valle del Cauca le otorgó igualmente personería jurídica el 6 de septiembre de 1973 según la resolución n.º 3387. 
En la actualidad a la Federación la conforman 21 Ligas afiliadas de igual número de departamentos quienes tienen registrados en esta entidad aproximadamente 3.850 deportistas en todas las modalidades que gobierna este organismo; Natación Carreras, Clavados, Polo Acuático, Nado Sincronizado, Aguas Abiertas y Natación Máster.

## Ligas afiliadas
| - Liga de Amazonas - Liga de Antioquia - Liga de Atlántico - Liga de Bogotá - Liga de Bolívar - Liga de Boyacá - Liga de Caldas | - Liga de Casanare - Liga del Cauca - Liga de Córdoba - Liga de Cundinamarca - Liga de Huila - Liga de Magdalena | - Liga del Meta - Liga de Militar - Liga de Nariño - Liga de Norte de Santander - Liga del Quindio - Liga de Risaralda | - Liga de Santander - Liga de Tolima - Liga del Valle |